# اینترپدیا
اینترپدیا انگلیسی: Interpedia نامی است که به یکی از اولین دانشنامه‌های اینترنتی موجود داده شد تا هر کسی با نوشتن مقالات در آن شرکت کند و سپس به شاخص مرکزی تمام صفحات اینترپدیا ارسال کند. اوتا دانشنامه کاربران می‌توانند مقالات و اطلاعات جدید را اضافه کرده و در زیر دسته‌بندی کنند رتبه‌بندی با این وجود اینترپدیا هرگز مرحله تجربی را ترک نکرده‌است.

## تاریخ
اینترپدیا ابتکار ریک گیتس بود که پستی با عنوان «دانشنامه اینترنتی» مورخ ۲۵ اکتبر ۱۹۹۳ در PACS-L's LISTSERV (تالار سیستم‌های کامپیوتری با دسترسی عمومی) منتشر کرد. این نامه شامل تأملات زیر بود:

 آه.. اما در مورد شرکت کنندگان چطور… کجا می‌توانید نویسندگانی را برای نوشتن مقالات کوتاه مورد نیاز خود پیدا کنید؟ خوب، ابتدا باید به دنبال راهی برای ارتباط با گروه بسیار متنوعی از مردم باشم… همه، از زبان‌شناس تا زیست‌شناس مولکولی، از فعالان حقوق حیوانات تا زیمورژیست‌ها، از جغرافیدان‌ها تا کرومتوگراف‌ها. حدس بزنید؟ :-) شبکه فضایی را برای همه اینها فراهم می‌کند؛ بنابراین بیشتر به آن فکر کردم. .
فرمول‌های اصطلاح اینترپدیا توسط تی. برای. سامول (میگم. او یکی از شرکت کنندگان در بحث‌های اولیه در مورد موضوع است. در نوامبر ۱۹۹۳, بحث به نقل مکان کرد لیست پستی سفارشی، که بعداً به گروه خبری یوزنت عنوان جربان. اطلاعات سیستم. اینترپدیا.
شده‌اند وجود دارد برخی از اختلافات در مورد اینکه تمام صفحات در یک تصویر در دسترس ساخته شده‌است زبان نشانه گذاری ابرمتن، متن ساده، یا اینکه می‌توان همه فرمولاسیون‌ها را مجاز دانست (مثال: همان‌طور که در گوفر). نکته دیگر در این بحث این بود که منابع اینترنتی خارجی که به‌طور خاص برای اینترپدیا نوشته نشده‌اند می‌توانند با گنجاندن در شاخص بخشی از این موضوع شوند.
فرایند مستقل برای ارزیابی مقالات بین پدیا بر اساس معیارهای انتخابی خود مفهوم شد.
این پروژه به‌طور فعال برای بیش از نیم سال مورد بحث قرار گرفت اما در نهایت مراحل برنامه‌ریزی را طی نکرد و بعداً به دلیل رشد بی‌سابقه متوقف شد اینترنت.

## را نیز ببینید
- دایرةالمعارف اینترنتی
- فهرست دایرةالمعارف‌های آنلاین